# Лоуренс Стоун
Лоуренс Стоун (англ. Lawrence Stone; 4 грудня 1919, Епсом — 16 червня 1999, Лондон) — англійський історик ранньої модерної Британії, починав свою кар'єру як мистецтвознавець англійського середньовічного мистецтва. Він відомий своїми роботами про громадянську війну в Англії та історію шлюбу, сімей та аристократії.

## Біографія
Стоун народився 4 грудня 1919 року в Епсомі, Суррей, Англія. Він отримав освіту в Charterhouse School, державній школі для хлопчиків (тобто незалежній школі-інтернаті). У 1938 році він деякий час навчався в паризькій Сорбонні . Потім він вивчав сучасну історію в Крайст-Черч, Оксфорд з 1938 по 1940 рр. . Його навчання в університеті було перервано службою під час Другої світової війни в якості лейтенанта Королівського військово-морського добровольчого резерву . Він повернувся до Оксфорду після демобілізації в 1945 році, і після ще одного року навчання закінчив його зі ступенем бакалавра мистецтв в 1946 році. Згодом отримав ступінь магістра мистецтв
Після закінчення навчання він залишився в Оксфордському університеті. З 1946 по 1947 рік він брав участь в дослідницькій студентській програмі Bryce Research Studentship. Потім він працював викладачем в Університетському коледжі Оксфорда між 1947—1950 роками. У 1950 році він був обраний членом Wadham College, Оксфорд . Таким чином, він був викладачем історії в коледжі, і перейшов, щоб спеціалізуватися на середньовічній історії, точніше історії Тюдорів . Протягом двох років, з 1960 по 1961 рік, він також був членом Інституту перспективних досліджень у Прінстоні, Нью-Джерсі . Він був обраний членом Американської академії мистецтв і наук у 1968 році та Американського філософського товариства в 1970 році.
У 1963 році Стоун залишив Оксфорд і приєднався до Прінстонського університету. Він був головою Департаменту історії з 1967 по 1970 рік, а в 1968 році став директором-засновником Центру історичних досліджень Девіса, який був створений для просування інноваційних методів історичного дослідження. У 1990 році вийшов на пенсію .
Стоун помер 16 червня 1999 року в Прінстоні, Нью-Джерсі, у віці 79 років. Він жив із хворобою Паркінсона .

## Буря над шляхтою
Стоун починав як медієвіст, і його перша книга була про середньовічну скульптуру у Великобританії для Pelican History of Art . Це був сміливий вибір для редактора серії, Ніколаса Певснера, але книга була добре сприйнята.
Стаття 1948 року була першою спробою Стоуна в кількісному дослідженні розвитку дворянства та занепаду аристократії, за принципами, запропонованими його наставником Р. Х. Тоні в 1941 році.
Він дійшов висновку, що в 16-17 століттях знать мала серйозну економічну кризу. Аргументація Стоуна була затьмарена методологічними помилками, і він зазнав жорсткої критики з боку Г'ю Тревора-Ропера та інших.
Крістофер Томпсон, наприклад, показав, що реальний дохід перства був вищим у 1602 році, ніж у 1534 році, і значно зріс до 1641 року. Багато інших вчених вступили в дискурс, і так звана «Буря над шляхетством» на деякий час стала центральною темою англійської історіографії.
Стоун у 1970 році підсумував причини Англійської революції, наголошуючи на трьох факторах:
1. неспроможність корони отримати армію чи бюрократію;
2. відносне підвищення шляхти з точки зору статусу, багатства, освіти, адміністративного досвіду, групової ідентичності та політичної самовпевненості;
3. і поширення пуританства.

Рабб зазначає, що «мало сучасних дослідників Стюартів сперечатимуться з оцінкою Стоуна».

### Історія сім'ї
Стоун перейшов від вивчення політичної важливості сімей до вивчення їхньої внутрішньої структури, допомагаючи відкрити поле нової соціальної історії .
У «Сім'ї, сексі та шлюбі в Англії, 1500—1800» (1977) Стоун використав кількісні методи для вивчення сімейного життя. Книгу сприйняли дуже добре.
Пишучи в Times Literary Supplement, Кейт Томас описав її як "безперечно найамбітнішу книгу професора Стоуна, хоча вона вийшла з-під пера історика, який на сьогодні написав близько 3000 сторінок у твердих палітурках. Лоуренс Стоун є однією з найбільш підбадьорливих постатей на сучасній історичній сцені, і його нова робота демонструє його звичайні якості: жагу знань, вражаючу здатність до компіляції та здатність писати яскраву, незмінно цікаву прозу. . . Він запропонував ідеї, щоб дослідити які знадобиться принаймні ще не одне покоління істориків. Дійсно, "Сім'я, секс і шлюб « нагадує одну з тих новаторських карт епохи відкриттів».
Пишучи в New York Review of Books, Дж. Х. Пламб сказав: «Професор Стоун піднімає величезні проблеми, вирішує їх провокаційно та підкріплює свої рішення великою кількістю ілюстрацій».
Джозеф Кетт у New York Times Book Review сказав: «Великий за тематикою, вичерпний у дослідженні та з безліччю персонажів, яку неможливо підрахувати, результатом є справжня Війна і мир соціальної історії..».
Деякі з його пропозицій були оцінені істориками. Припущення Стоуна про те, що «афективний індивідуалізм» не став широко характерним для шлюбу до 18-го століття, було піддано сумніву медієвістами, які вказали на докази любовних шлюбів до 1700 року. Однак Стоун ніколи не вважав, що любові в шлюбі не існувало до 18 століття, і в його книзі насправді про це не йдеться.
Стоун був головним прихильником нової соціальної історії — тобто використання методів соціальних наук для вивчення історії та розширення цілі дослідження для охоплення все більших і більших груп населення. Стоун стверджував, що використання кількісних методів для збирання даних може призвести до корисних узагальнень щодо різних періодів часу.
Однак Стоун ніколи не виступав на користь створення «законів» історії в манері Карла Маркса чи Арнольда Дж. Тойнбі . На думку Стоуна, найбільше, що можна зробити, це створити узагальнення про конкретне століття і не більше.
Стоун був дуже зацікавлений у вивченні менталітету людей раннього модерного періоду за зразком школи Анналів, але Стоун відкидав географічні теорії Фернана Броделя як надто спрощені. Подібно до цього, Стоун дуже любив поєднувати історію з антропологією та пропонувати «товстий опис» у манері Кліффорда Гірца .

## Наративна історія
Згідно Стоуну, наратив є основним риторичним прийомом, який традиційно використовують історики. У 1979 році, у той час, коли соціальна історія попереднього покоління вимагала соціально-наукової моделі аналізу, Стоун помітив відродження в історіографії наративу.
Стоун визначив наратив так:
- він організований хронологічно;
- він зосереджений на одній зв'язній розповіді;
- він є радше описовим, ніж аналітичним;
- його цікавлять люди, а не абстрактні обставини;
- і він має справу з окремим і специфічним, а не з колективним і статистичним.

Він повідомив, що «все більше і більше „нових істориків“ зараз намагаються з'ясувати, що відбувалося в головах людей у минулому, і як це було жити в минулому — питання, які неминуче ведуть до використання наративу».
Методологія Стоуна була дещо суперечливою.
Передбачувана теза Стоуна про те, що британська політична еліта була відносно «закритою» для нових членів, була широко прийнята та популяризована в таких роботах, як огляд Саймона Шами про Французьку революцію « Громадяни: Хроніка Французької революції» . Нещодавно це було піддано сумніву в книзі Елліса Уоссона " Народжені для правління: британські політичні еліти " (2000), яка стверджує, що правлячий клас був відкритий для нових членів протягом раннього Нового часу. Насправді Стоун ніколи не стверджував протилежного, і різниця, здається, полягає в ступені.

## Монографії
1. Sculpture in Britain: The Middle Ages, 1955 (2nd edn. 1972), Penguin Books (now Yale History of Art)
2. An Elizabethan: Sir Horatio Palavicino (1956)
3. The Crisis of the Aristocracy, 1558—1641 (1965)
4. The Causes of the English Revolution, 1529—1642' (1972)
5. Family and Fortune: Studies in Aristocratic Finance in the Sixteenth and Seventeenth Centuries (1973)
6. "Early Modern Revolutions: An Exchange: The Causes of the English Revolution, 1529—1642: A Reply, " Journal of Modern History Vol. 46, No. 1, March 1974
7. The Family, Sex and Marriage in England, 1500—1800 (1977)
8. "The Revival of Narrative: Reflections on a New Old History, " Past and Present 85 (Nov. 1979) pp 3–24
9. The Past and the Present (1981)
10. An Open Elite? England 1540—1880 (1984) with Jeanne C. Fawtier Stone
11. Road to Divorce: England, 1530—1987 (1990)
12. Uncertain Unions: Marriage in England, 1660—1753 (1992)
13. Broken Lives: Separation and Divorce in England, 1660—1857 (1993)
14. An Imperial State at War: Britain from 1689 to 1815 (1994) editor